# Ayumi Takano
Ayumi Takano (japanisch 高野 あゆ美 Takano Ayumi; * 25. Februar 1973 in Tokio) ist eine japanische Schauspielerin, Model und Fernsehmoderatorin.

## Leben und Karriere
Takano wurde am 25. Februar 1973 in Tokio geboren. Zuerst hat sie an der Nihon-Universität studiert. Später setzte Takano ihr Studium 1997 an der Marmara-Universität fort. Ihr Debüt gab sie 1998 in dem Film Alles wird gut!. Neben ihrer Karriere als Schauspielerin begann sie auch in Fernsehprogrammen zu arbeiten. Auf dem Sender 24 moderierte sie die Talkshow Türkiye’de Yaşamak. 
Auf dem Sender Cine5 hat Takano die Kochsendung Ayumi İle Özel Tatlar moderiert. Ihre erste Hauptrolle bekam Takano 2004 in der Serie  Japonyalı Gelin. Ihre nächste Hauptrolle war die Fernsehserie Ağa Kızı. 2017 spielte sie in Dolunay in der Nebenrolle. Außerdem spricht Takano fließend Türkisch, Englisch, Japanisch.

## Filmografie
Filme
- 1998: Alles wird gut!
- 2002: Yeşil Işık – Das grüne Leuchten
- 2004: G.O.R.A.
- 2004: Japonyalı Gelin
- 2005: Diebstahl alla turca
- 2015: Kainan 1890
- 2021: Şeflerin Şefi

Serien
- 2001: Aşkım Aşkım
- 2003: Hayat Bilgisi
- 2003: Hadi Uç Bakalım
- 2004: Ağa Kızı
- 2008: Aşkım Aşkım
- 2016: O Hayat Benim
- 2017: Dolunay

## Moderationen
- 1999–2000: Show Zamanı, Show TV
- 2000: Sekai-yu-yu, NHK
- 2003: Anne, Ben Türkiye'deyim, TGRT
- 2004–2005: Ayumi İle Özel Tatlar, Cine5
- 2005: Şakaşova, Show TV
- 2006: Türkiye'de Yaşamak, 24

## Werbespots
- 2003: Ülker Soya Köftesi
- 2004–2006: Sanyo